# Boléjiv
Boléjiv (en ucraniano: Болехів) es una ciudad de Ucrania perteneciente a la óblast de Ivano-Frankivsk.
En 2016 tiene una población estimada de 21 610 habitantes.

## Historia
Se conoce la existencia del núcleo de población desde el siglo XIV. En 1603 recibió el Derecho de Magdeburgo de Segismundo III Vasa.
La ciudad tuvo durante mucho tiempo una importante comunidad judía en el contexto histórico de la Zona de Asentamiento, hasta el punto de que en 1890 formaban la mitad de la población de la ciudad. En 1942, la mitad de los judíos fueron enviados al campo de exterminio de Bełżec y los que quedaron en Boléjiv fueron asesinados en ejecuciones masivas tras ser obligados a realizar trabajos forzados. De los tres mil judíos que había en Boléjiv antes de la Segunda Guerra Mundial, sobrevivieron 48.

## Demografía
Según el censo de 2001, la casi totalidad de la población era hablante de ucraniano (98,48%), existiendo una pequeña minoría de hablantes de ruso (1,18%).